# Əli Əsədov
Əli Hidayət oğlu Əsədov (Naxçıvan, 30 novembre 1956) è un politico azero, Primo ministro dell'Azerbaigian dall'8 ottobre 2019.

## Biografia
Nato a Naxçıvan, nell'allora RSS Azera, si diplomò presso la scuola n° 134 di Baku ed entrò nell'Università russa di economia Plechanov, laureandosi nel 1978.

### Carriera politica
Nel 1995 è stato eletto all'Assemblea nazionale nelle file del Partito del Nuovo Azerbaigian, servendo fino al termine della legislatura nel 2000. Durante questo mandato è stato nominato assistente del Presidente della Repubblica per gli affari economici, carica che ha ricoperto fino al 2012 quando è diventato vicecapo dell'amministrazione presidenziale.
Nel 2019, in seguito alle dimissioni del Primo ministro Novruz Məmmədov, è stato nominato suo successore.